# Список заслуженных мастеров спорта СССР (спортивная акробатика)
В данный список заносятся спортсмены, кому было присвоено звание ЗМС СССР по спортивной акробатике и прыжкам на батуте.
| 1963 год |                           |            |  |                       |            |               |  |
| 1        | Страхов Юрий Владимирович | ??.05.1963 |  | Спортивная акробатика | Ставрополь | «Буревестник» |  |
| 2        | Корнев Альберт Иванович   | ??.05.1963 |  | Спортивная акробатика | Краснодар  | «Буревестник» |  |
| 3        | Ананевич Виктор Павлович  | ??.05.1963 |  | Спортивная акробатика | Краснодар  | «Буревестник» |  |

## 1964
- Брыков, Ким Иванович 1925

## 1965
- Мотузенко, Владимир Иванович 09.01.1936[2]
- Таджиев, Махамадали Усманович 12.07.1931

## 1968
- Золотов, Юрий Александрович 1937—2004
- Таджиев, Н. И. 1931

## 1970
- Аракчеев, Владимир Иванович
- Ямковой, Леонид Яковлевич

## 1973
- Скакун, Василий Александрович — прыжки на акробатической дорожке

## 1974
- Вильданов, Шамиль Фейзерович
- Макаров, Александр Степанович[3]
- Савельева, Галина Александровна 1943
- Савельев, Юрий Григорьевич 25.05.1938 — 17.07.2011
- Слепокуров, Владимир Николаевич 1949[4]

## 1977
- Старикова, Ольга Петровна — прыжки на батуте
- Янес, Евгений Александрович — прыжки на батуте

## 1978
- Алиманов, Владимир Павлович 12.03.1950[5]
- Демиданова (Маслобойщикова) Надежда Владимировна
- Зикунов, Юрий Петрович[6]
- Назаров, Владимир Ильич 1947—2006

## 1979
- Исаенко, Тамара Александровна 1960
- Корчемная, Галина Евгеньевна 1958
- Кухаренко, Маргарита Николаевна 18.4.1960[7]
- Удодова, Галина Николаевна 1953

## 1980
- Ипатова (Дубровина) Тамара Андреевна
- Саблина, Татьяна Николаевна

## 1981
- Биндлер, Вадим Иосифович 1958[8]
- Громова (Цыганкова), Людмила Юрьевна (27.02.1959) — «прыжки на батуте» (№ 2703)[9]
- Завалий, Валентина Павловна 1954 (№ 2704)
- Кривцова, Татьяна Петровна
- Мачуга, Василий Николаевич
- Почивалов Владимир Петрович[10][11]

## 1982
- Расолин, Александр Владимирович 1953 (№ 2795)

## 1986
- Брикман, Игорь Михайлович

## 1987
- Быстров, Виктор Владимирович
- Измайлов, Капиз Харисович
- Красношапка, Вадим Витальевич — «прыжки на батуте»
- Куролесов, Василий Никитович
- Ляпунов, Валерий Николаевич 15.6.1958[12]
- Симонов, Владимир Анатольевич
- Чижевский, Сергей

## 1989
- Хоперия, Русудан 1972 — «прыжки на батуте»

## 1990
- Коломиец, Елена Федоровна 2.2.1971[13] — «прыжки на батуте»
- Письменный, Вадим Викторович 15.02.1954
- Яранс, Илона Донатовна

## 1991
- Бугаева, Елена Сергеевна 1969 (№ 4086)
- Меркулова, Елена Владимировна — «прыжки на батуте»
- Махаличев, Евгений
- Москаленко, Александр Николаевич — «прыжки на батуте»
- Чернов Иван Иванович
- Амбролидзе, Важа Алексеевич
- Якушов, Игорь Эдуардович
- Церишенко, Геннадий Анатольевич 08.10.1965
- Степченков, Юрий Евгеньевич 12.09.1964

## Год присвоения неизвестен
- Богачев, Игорь Дмитриевич 23.07.1962 — «прыжки на батуте»
- Лушина, Татьяна Викторовна (после 1988; или змс РФ?)
- Марченко, Евгений 1964[14][15][16]
- Петров, Сергей Альбертович[17]
- Тишлер, Анатолий Викторович[18]
- Тишлер, Юрий Владимирович[17]
- Тишлер, Владимир Владимирович
- Яковенко, Евгений Петрович